# NGC 274
NGC 274 ist eine elliptische Galaxie vom Hubble-Typ E/SB0 im Sternbild Walfisch südlich der Ekliptik. Sie ist schätzungsweise 81 Millionen Lichtjahre von der Milchstraße entfernt und hat einen Durchmesser von etwa 35.000 Lichtjahren. Gemeinsam mit NGC 275 bildet sie das wechselwirkende Galaxienpaar Arp 140 oder Holm 26.
Halton Arp gliederte seinen Katalog ungewöhnlicher Galaxien nach rein morphologischen Kriterien in Gruppen. Diese Galaxie gehört zu der Klasse Elliptischer Galaxien mit ausströmenden Material (Arp-Katalog).
Im selben Himmelsareal befinden sich u. a. die Galaxien NGC 273 und NGC 293.
Das Objekt wurde am 10. September 1785 von dem deutsch-britischen Astronomen Friedrich Wilhelm Herschel entdeckt.